# باشگاه ورزشی الیت
باشگاه ورزشی الیت یک باشگاه فوتبال حرفه‌ای از جزایر کیمن است که در وست بی واقع شده است و در حال حاضر در لیگ برتر جزایر کیمن بازی می‌کند.

## افتخارات
- لیگ جزایر کیمن
  - ۰۹–۲۰۰۸،[۱] ۱۱–۲۰۱۰[۲]
- جام حذفی جزایر کیمن
  - ۱۴–۲۰۱۳، ۱۶–۲۰۱۵، ۱۹–۲۰۱۸[۳]
- جام خیره جزایر کیمن
  - ۲۰۰۹